# Le Chalard
Le Chalard ist eine französische Gemeinde in der Region Nouvelle-Aquitaine, im Département Haute-Vienne, im Arrondissement Limoges und im Kanton Saint-Yrieix-la-Perche.
Die Gemeinde Le Chalard liegt an der oberen Isle; die Nachbargemeinden sind Ladignac-le-Long im Norden, Saint-Yrieix-la-Perche im Südosten und Jumilhac-le-Grand im Südwesten.

## Bevölkerungsentwicklung
| Jahr      | 1962 | 1968 | 1975 | 1982 | 1990 | 1999 | 2008 | 2018 |
| --------- | ---- | ---- | ---- | ---- | ---- | ---- | ---- | ---- |
| Einwohner | 353  | 320  | 283  | 225  | 234  | 246  | 296  | 311  |

## Sehenswürdigkeiten
- Gräber aus dem Mittelalter
- Kirche Sainte-Vierge, Monument historique
- Überreste einer Festung
- Maison des Anglais, Monument historique
- Pont de la Tour, eine Straßenbrücke und ein Monument historique
- Ehemaliges Priorat, Monument historique

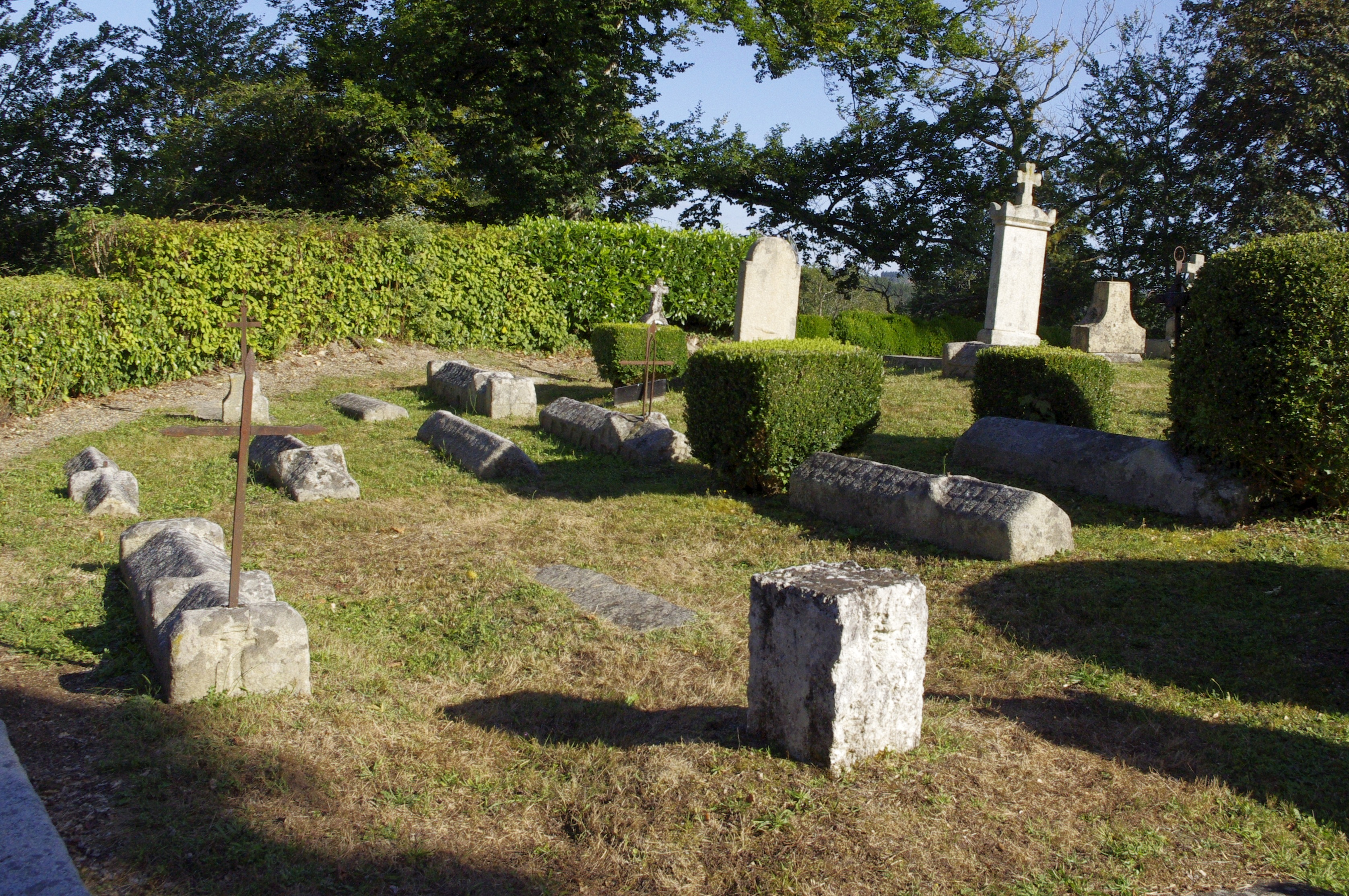
Gräber aus dem Mittelalter
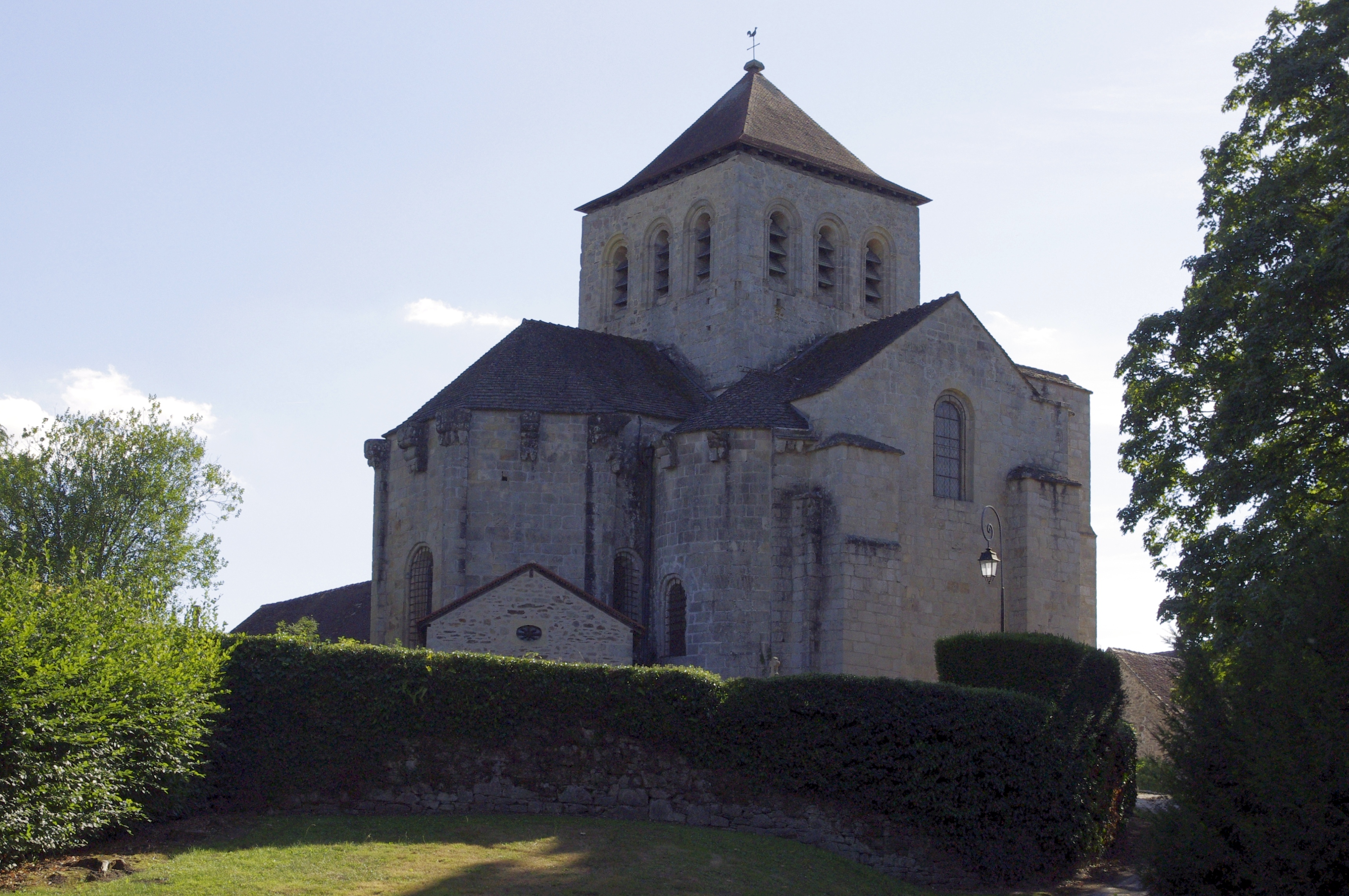
Kirche Sainte-Vierge
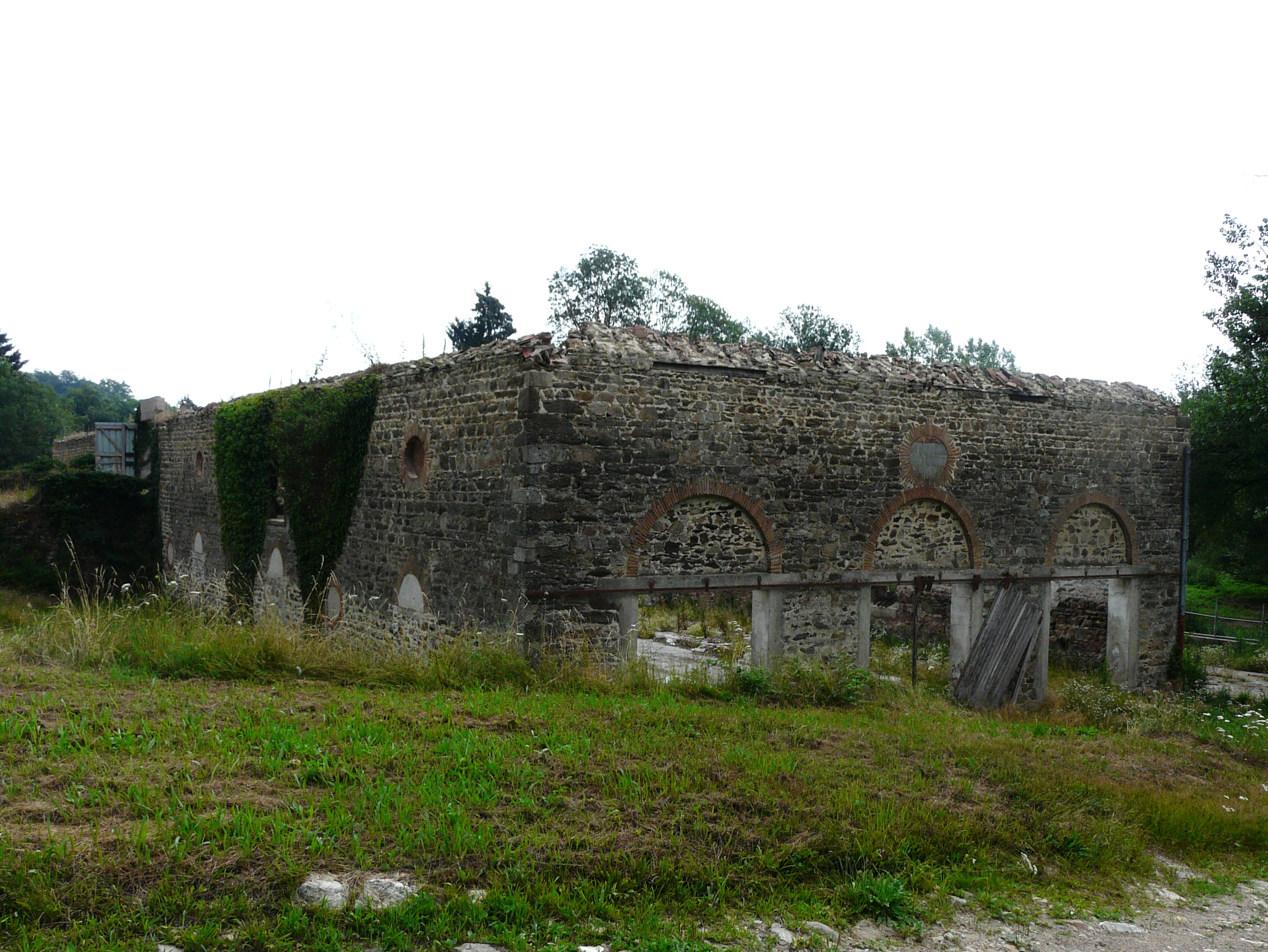
Überreste einer Festung
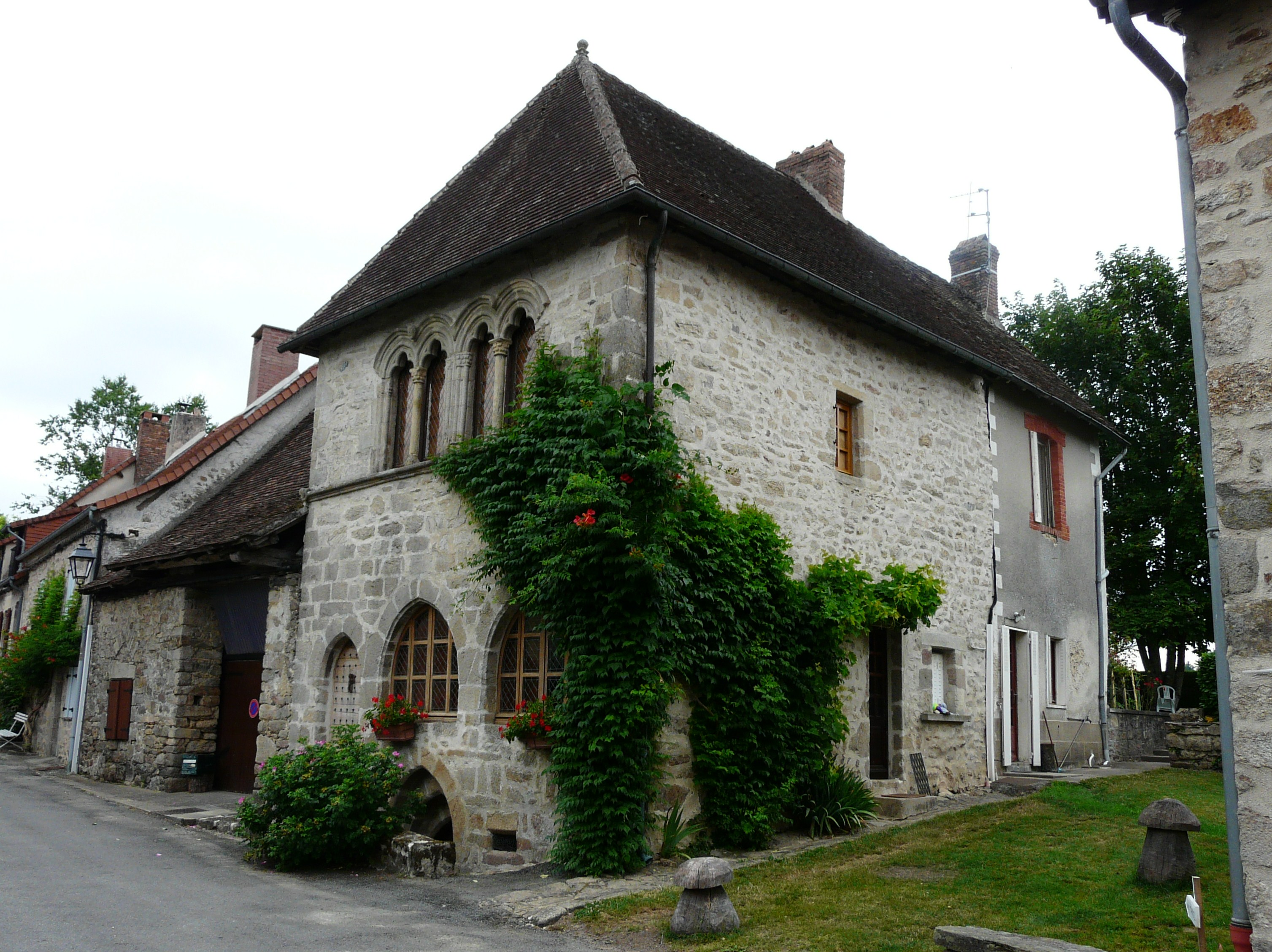
Maison des Anglais
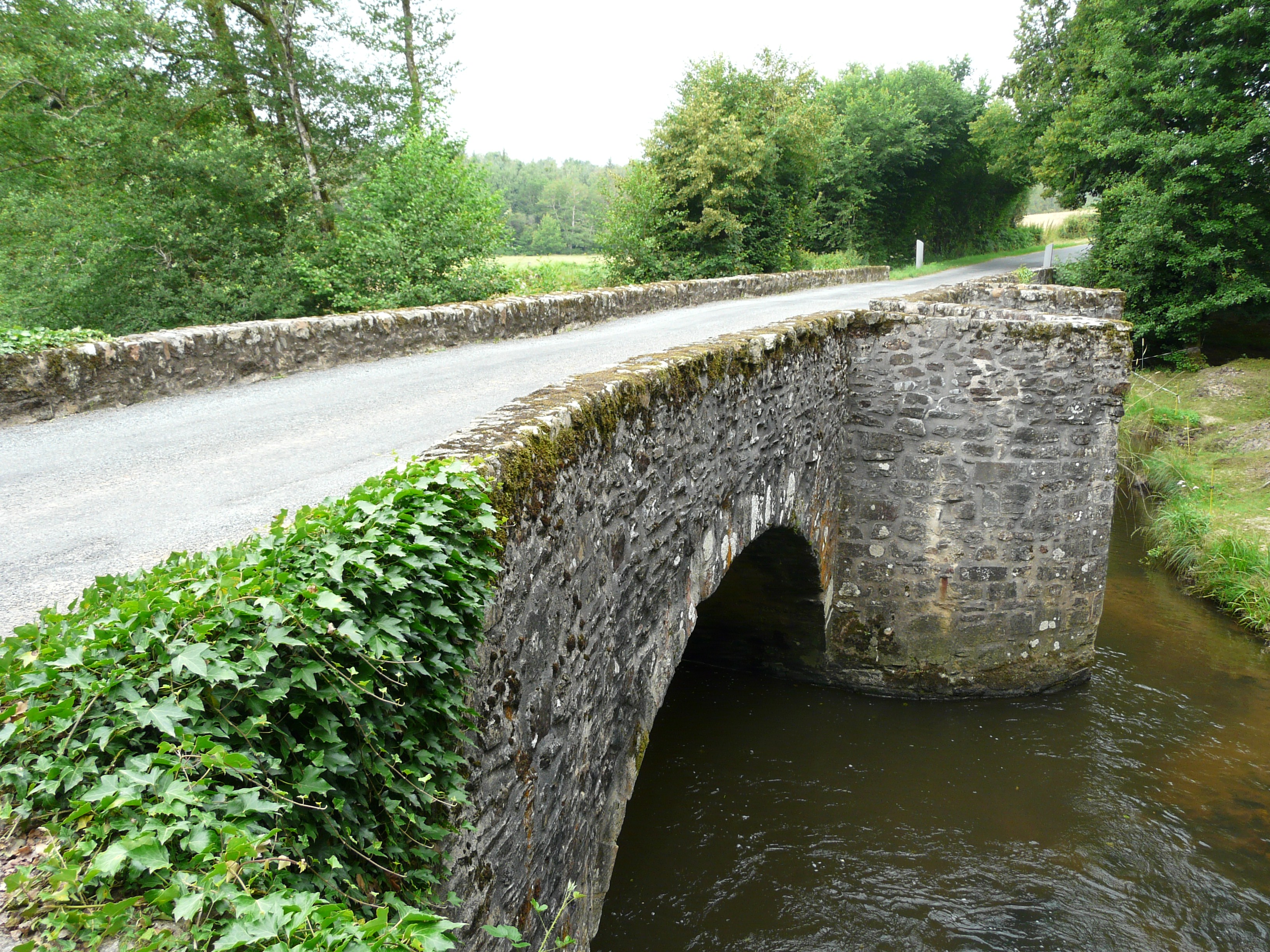
Die Brücke „Pont de la Tour“ über der Isle, die hier die Grenze zu Jumilhac-le-Grand bildet
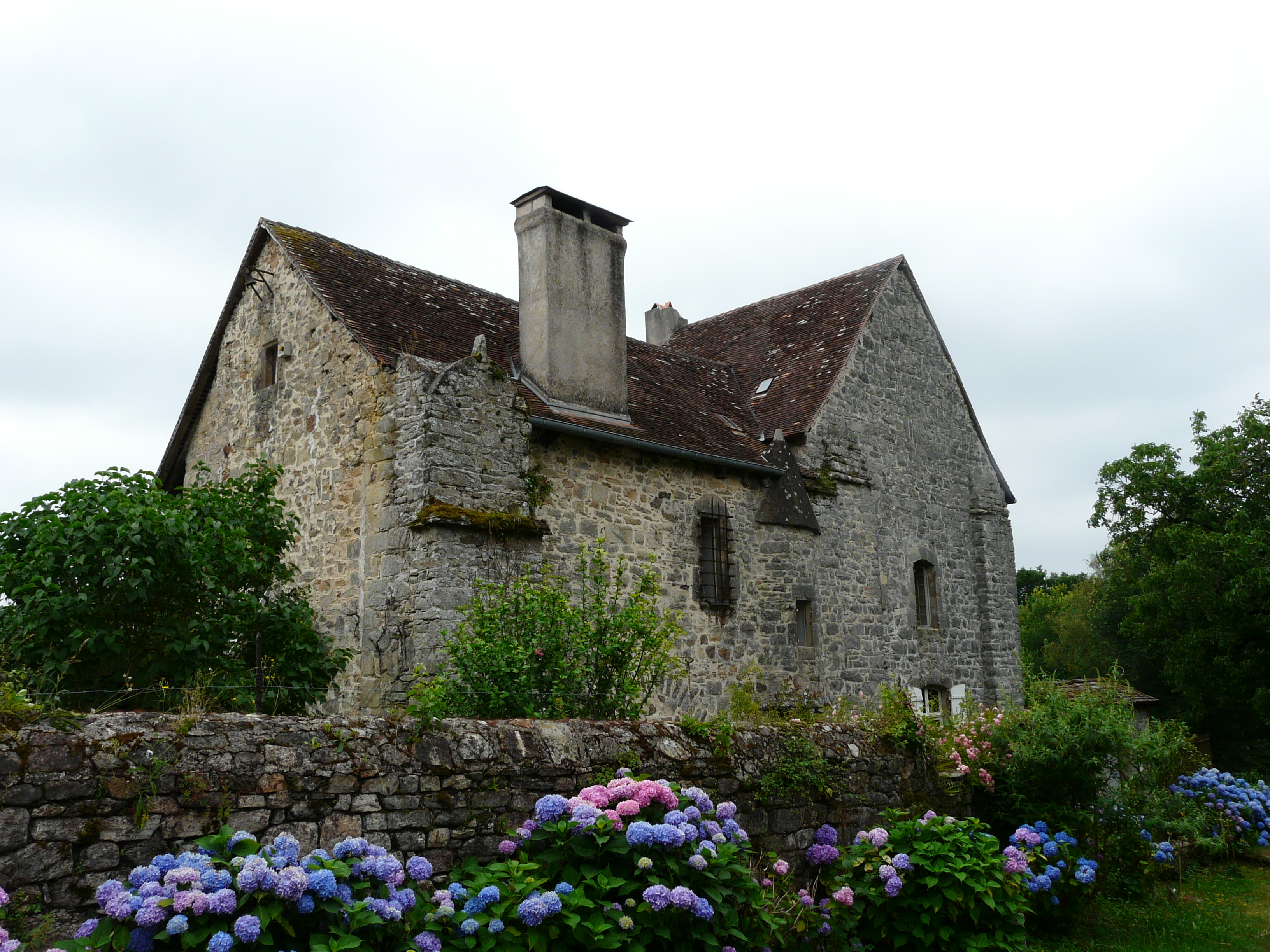
Ehemaliges Priorat
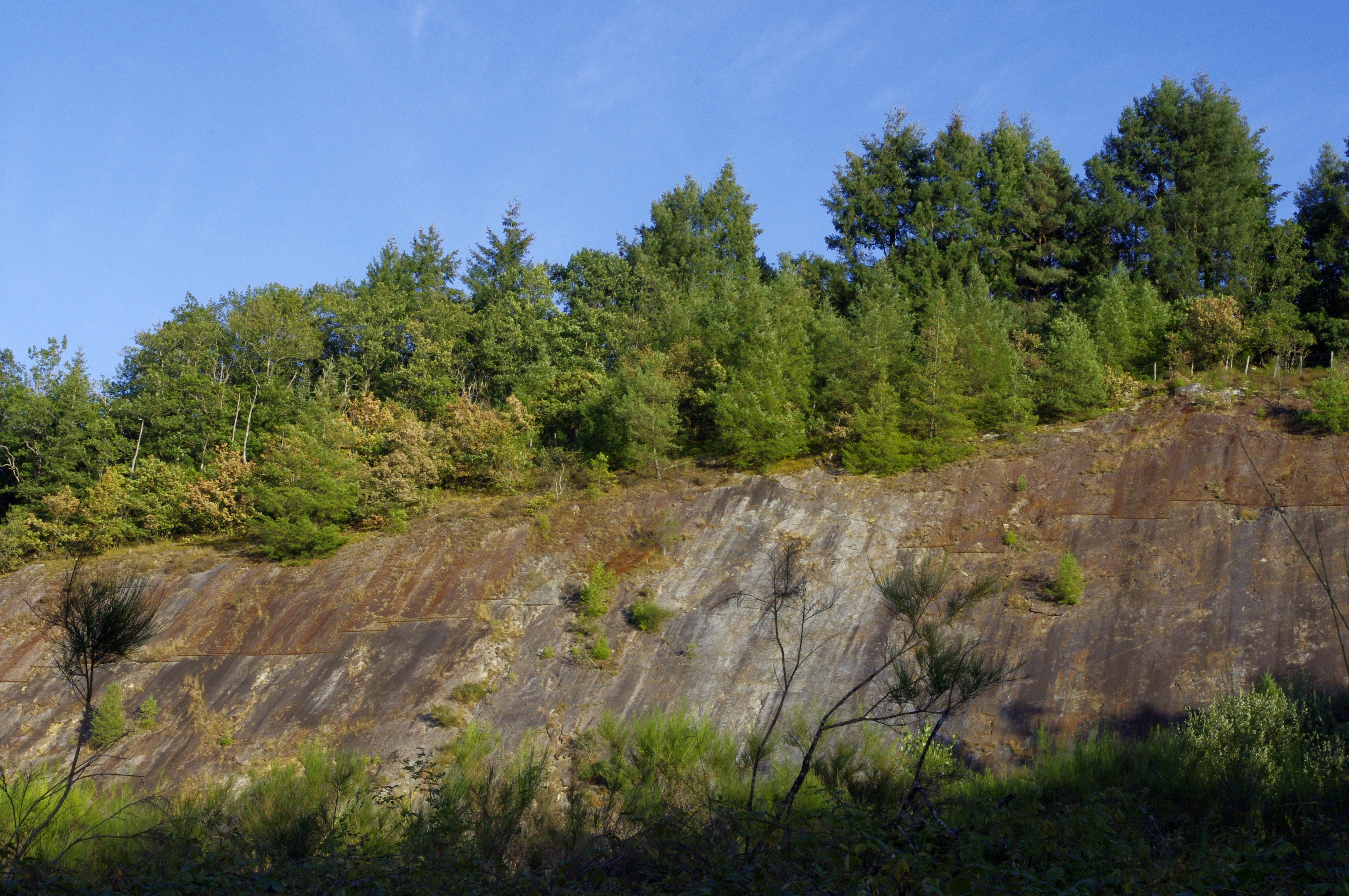
Felsformation bei Le Chalard